# Mimetica stigmatica
Mimetica stigmatica är en insektsart som beskrevs av Heinrich Hugo Karny 1914. Mimetica stigmatica ingår i släktet Mimetica och familjen vårtbitare. Inga underarter finns listade i Catalogue of Life.